# 三間インターチェンジ

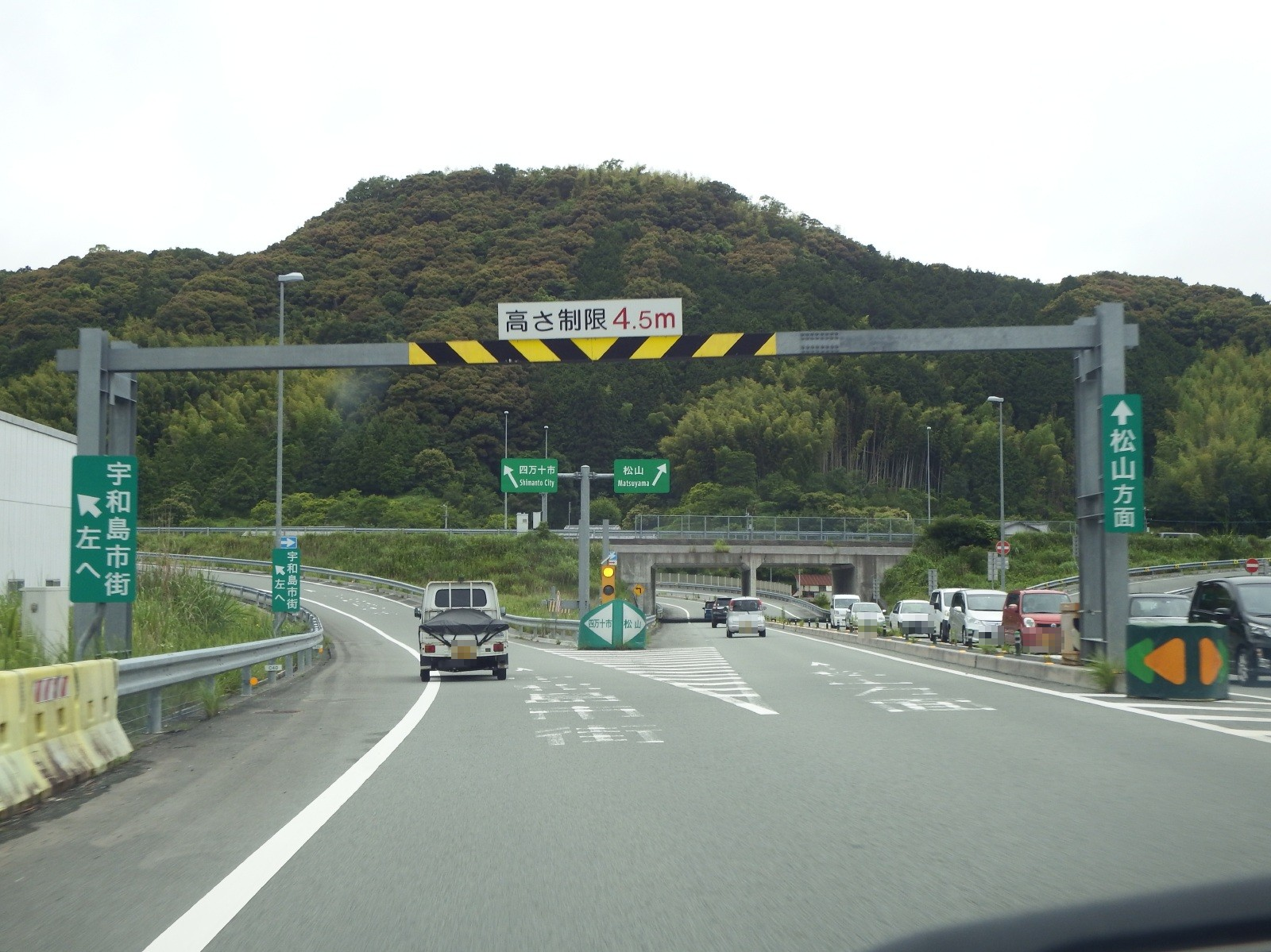
分岐

三間インターチェンジ（みまインターチェンジ）は、愛媛県宇和島市三間町曽根にある、松山自動車道のインターチェンジである。

## 概要
新直轄方式で建設されたため当ICには料金所がなく、西予宇和IC - 宇和島北IC間の通行料金は無料となっている。

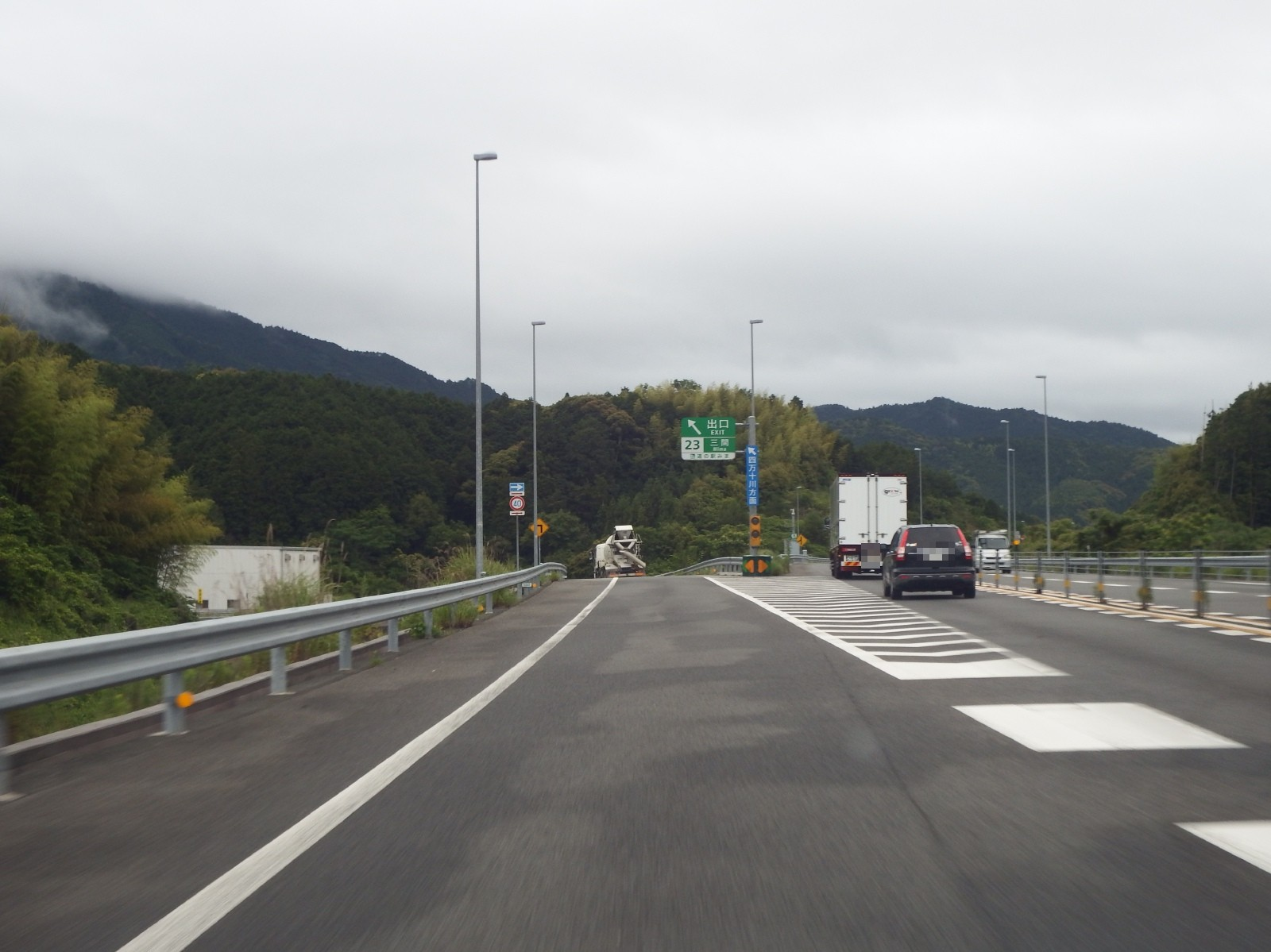
下り線　出口

## 歴史
- 2012年（平成24年）3月10日 : 西予宇和IC - 宇和島北IC間の開通に伴い供用開始[1][2]。

## 周辺
- 道の駅みま
- 畦地梅太郎記念美術館
- 井関邦三郎記念館
- JR予土線 務田駅
- 旧庄屋 毛利家屋敷
- 三間町国民体育館
- 宇和島市立三間中学校
- 愛媛県立北宇和高等学校三間分校
- コスモスホール三間
- 宇和島市三間保健福祉センター
- JR予土線 伊予宮野下駅

## 接続する道路
- 愛媛県道31号宇和三間線
- 愛媛県道283号広見吉田線

## 隣
E56 松山自動車道
(22) 西予宇和IC - (23) 三間IC - （24）宇和島北IC